# Parc régional urbain du Pineto
Le parc régional urbain du Pineto (italien : Parco regionale urbano del Pineto) est une zone naturelle protégée de la région du Latium, située dans la ville de Rome, et institué en 1987.
Le parc a une superficie d'environ 240 hectares, qui comprend notamment la Pinède Sacchetti.
Il est situé au nord-ouest de la ville de Rome, dans la zone de la compétence du Municipio Roma XIV , entre les districts Aurelio et Trionfale.

## Histoire
En août 2007 s'est développé dans le parc un incendie aux proportions considérables, qu'il a fallu plusieurs heures aux pompiers pour éteindre. Trois autres hectares ont disparu dans l'incendie de septembre 2009, incendie probablement intentionnel, qui a cependant épargné le patrimoine arboré.
En août 2016, un feu développé à partir de plusieurs foyers a détruit une zone verte importante dans le parc, près de Forte Braschi.

## Flore
Il s'agit surtout de maquis méditerranéen, avec quelques zones de liège. On y trouve des arbustes typiques tels que erica arborea, des cistes, lentisques, des myrtes et des arbousiers.

## Faune
On peut rencontrer des sangliers, des renards, des loirs, des souris sauvages, des couleuvres à colliers, et des grenouilles.

## Galerie

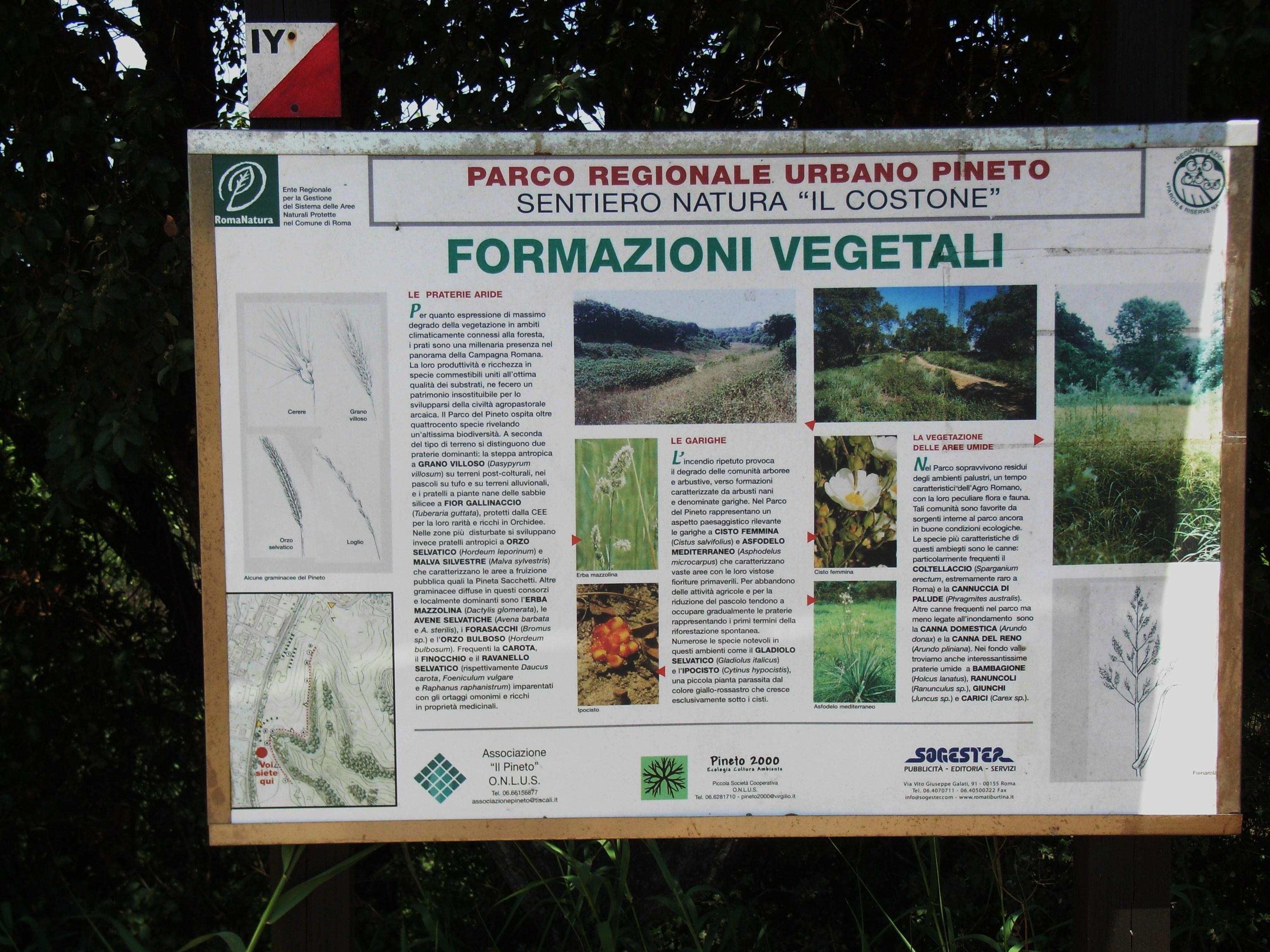
Cartel dans la réserve.
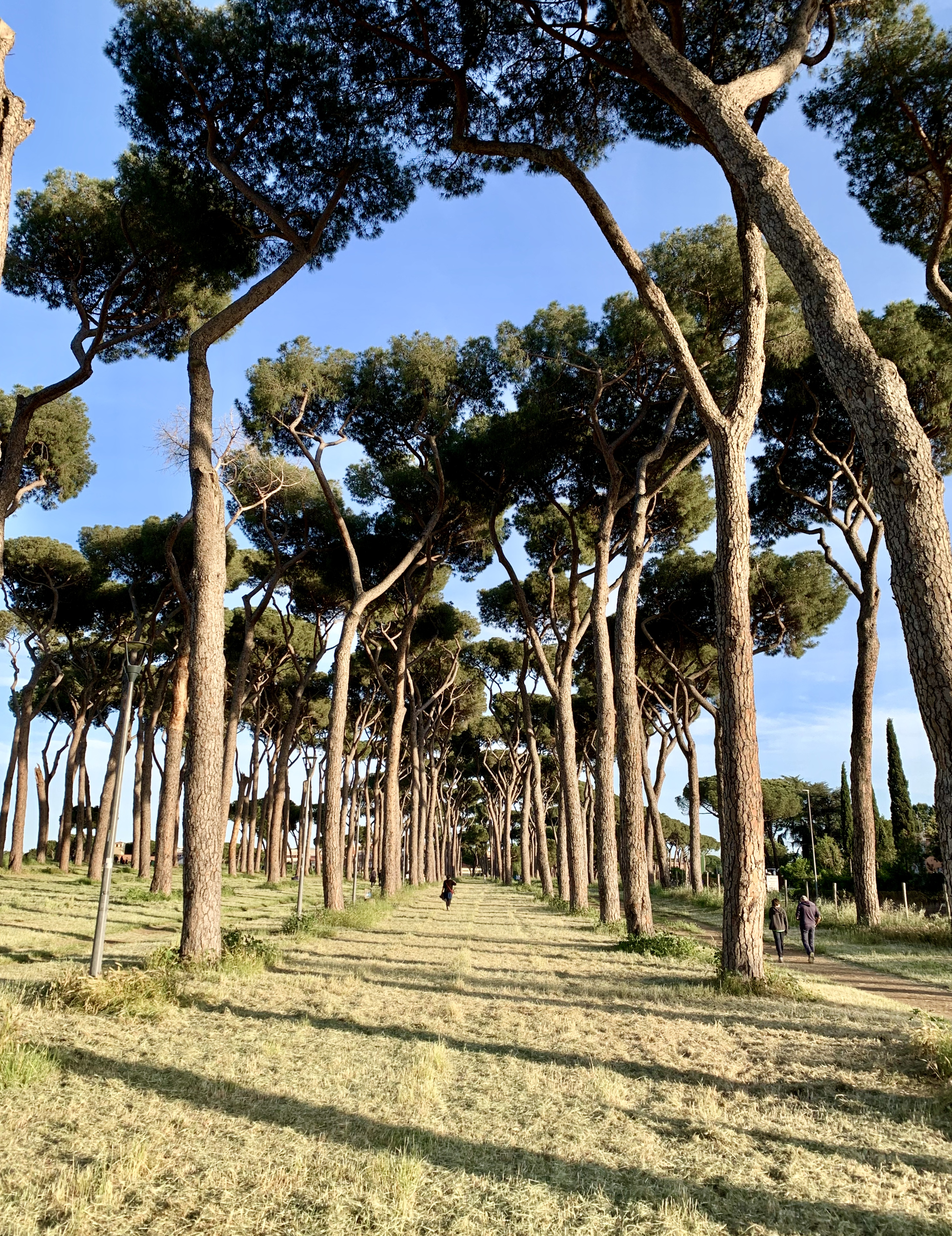
Promenade dans le parc, 2020
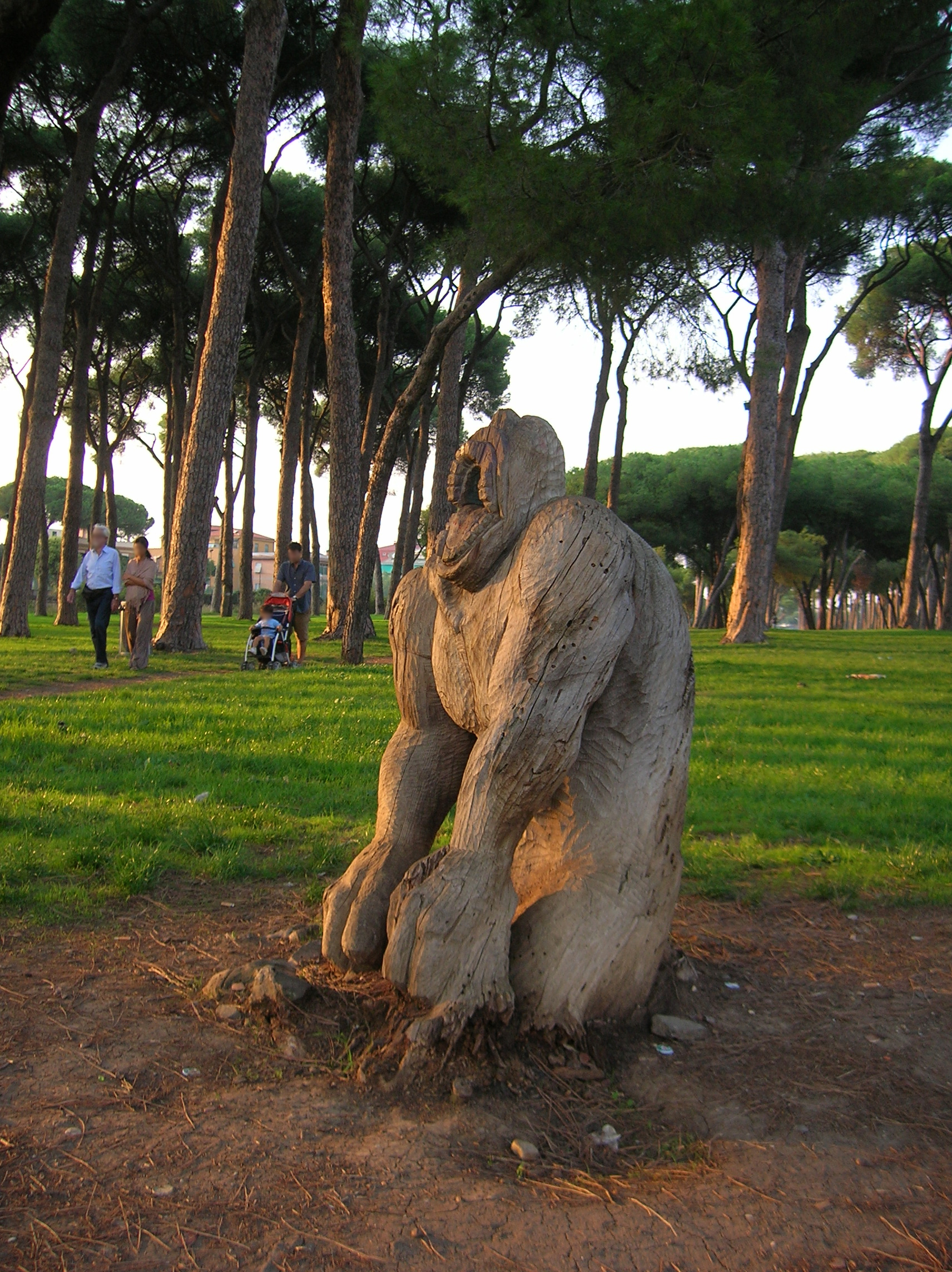
Sculpture-tronc.
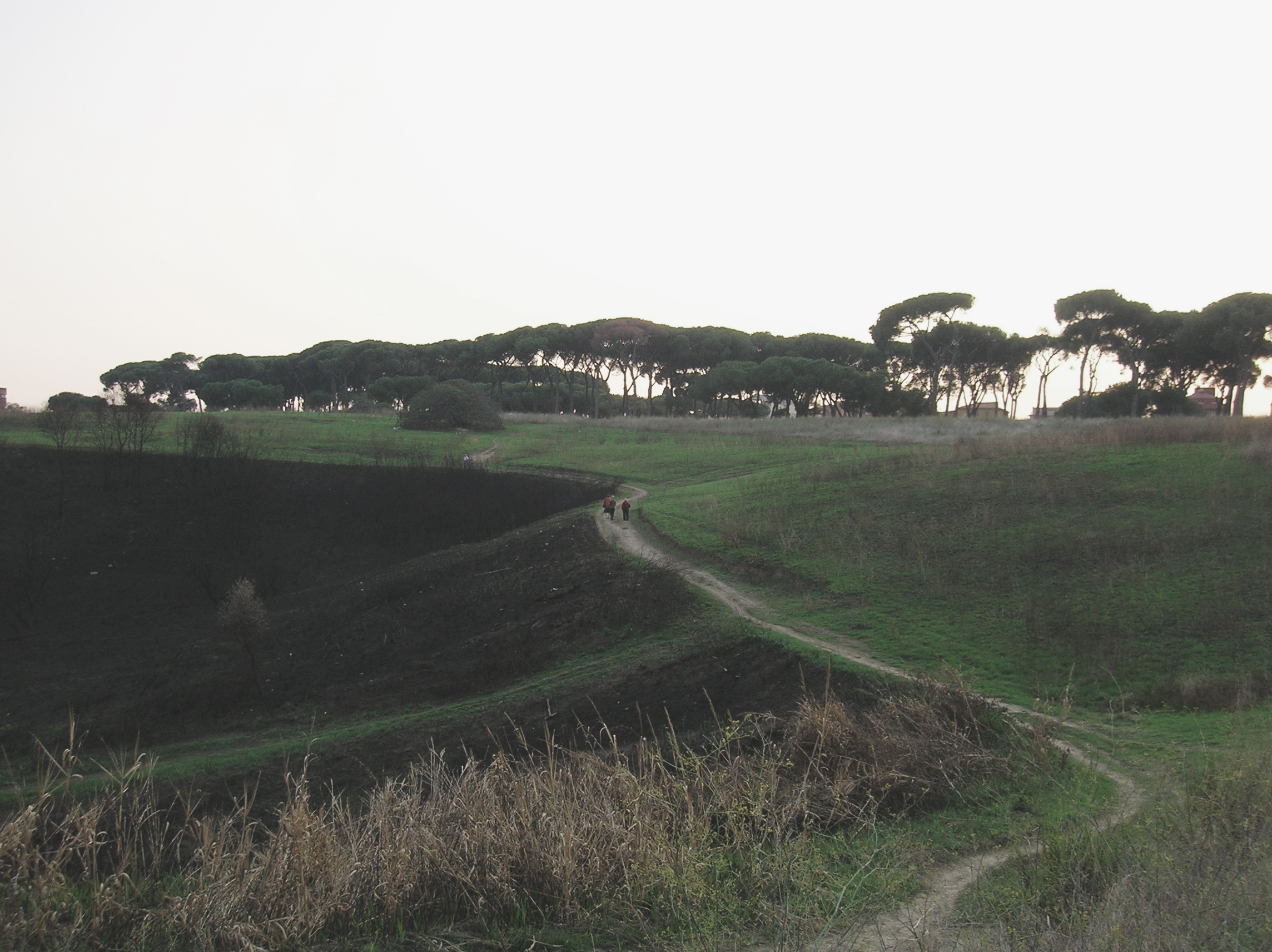
Marques d'incendie.
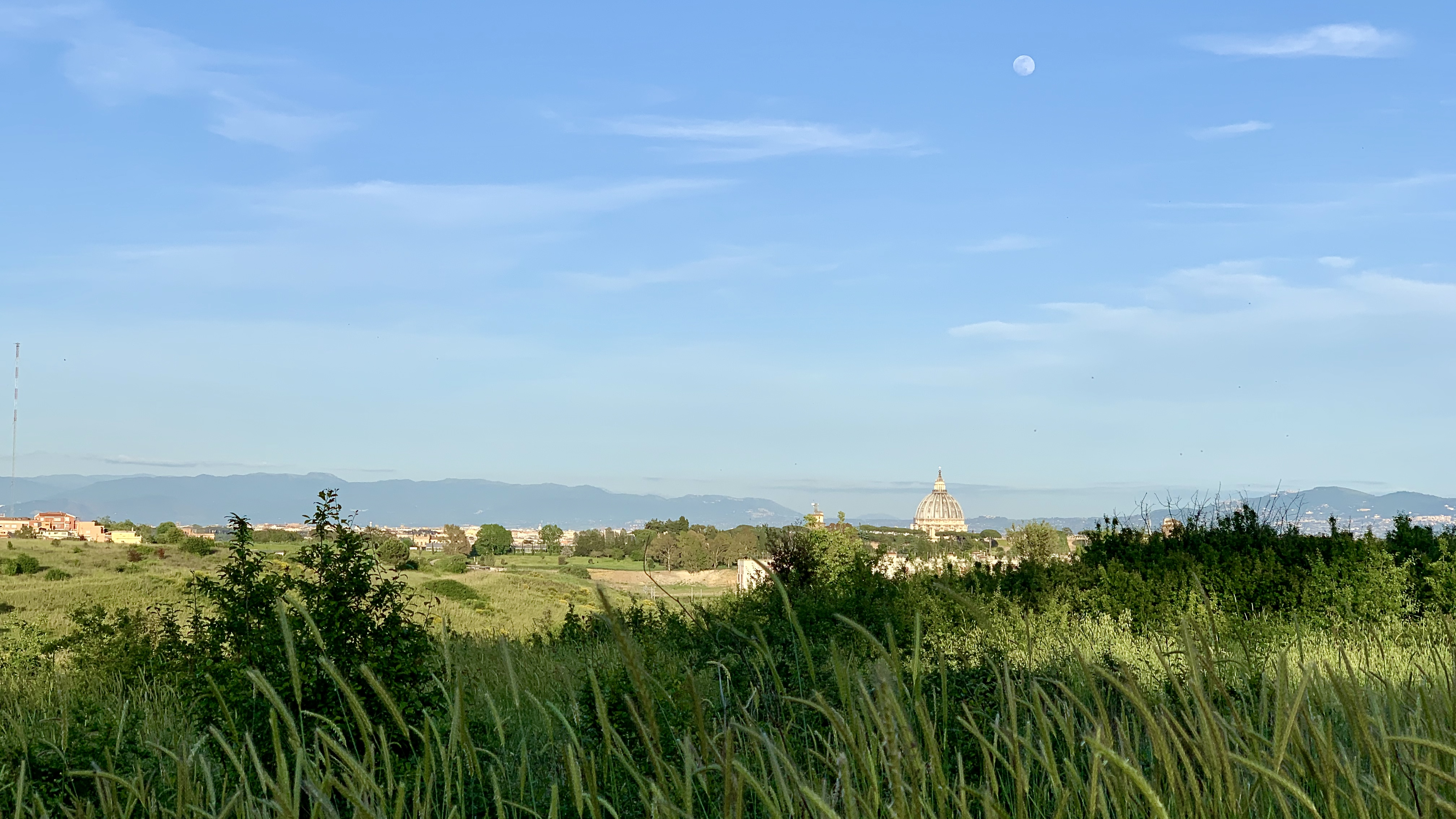
Vue du parc en 2020.